# 扎比里亞 (若夫克瓦區)
50°16′29″N 23°42′31″E / 50.27472°N 23.70861°E
扎比里亞（烏克蘭語：Забір'я），是烏克蘭西部的村莊，隸屬利維夫州的利維夫區。該村始建於1565年，面積21.52平方公里，海拔高度221米，2001年人口1,311，人口密度每平方公里60.92人。